# Jñana yoga
Le jñana yoga (devanāgarī : ज्ञानयोग ; IAST : jñānayoga), yoga de la connaissance, est une forme de yoga de la non dualité qui remonte aux Upanishad majeures dites vedanta ou conclusion du Veda. Il aurait été à l'origine enseigné de manière mythique par Krishna dans la Bhagavad-Gītā. Ce yoga énonce que l'absolu (brahman) est le soi (ātman) véritable. Sa méthode principale est l’investigation du soi par le retour à la source de nos pensées, le mental, jusqu'à la pensée du je origine de la Māyā. C'est l'une des voies (mārga) de réalisation ou de libération (moksha) avec le karma yoga, bhakti yoga et raja yoga.

## Présentation
Le jñānin, en se basant sur la doctrine philosophique de l'Advaïta, cherche à sortir de l'illusion (maya) et de l'ignorance (avidya) grâce à la discrimination (viveka) qui lui permet d'élever son niveau de conscience pour ultimement se fondre en Brahman. Il doit donc se détacher (vairagya) de ce qui l'empêche de trouver l'unité. Il ne doit rien accepter sans en avoir eu la preuve par sa propre intelligence, et ne peut invoquer ni espérer aucune aide divine. C'est donc un yoga très « aride » qui est réservé à un petit nombre.

### Les deux voies
Deux voies peuvent être suivies :
- celle de l'affirmation : « le jnânin s’oriente vers une recherche de la Totalité, en faisant entrer progressivement toute la multiplicité dans le sein de l’unité. Devant chaque objet, il affirme "c’est Cela" (iti, iti), "cela aussi est Brahman". Mais en même temps il cherche naturellement à voir dans chaque objet ce qui est son essence. Et ainsi il arrive progressivement à la conception du vrai comme Existence (sat) – Conscience (chit) – Béatitude (ânanda) absolue, Sachchidânanda. »[2]
- celle de la négation : « Elle consiste surtout à travailler sur la conception que l’on se fait de soi-même et à poser sans cesse la question : "Qui suis-je ?" [ātma vicāra] Le yogin s’aperçoit alors que généralement l’homme s’assimile à son corps physique (deha buddhi) [...] ; le premier pas consiste donc à se débarrasser de cette idée erronée. »[2] Se répéter sans cesse : « Je ne suis pas le corps, je ne suis pas l’esprit, je ne suis pas la pensée, je ne suis même pas la conscience ; je suis l’Atman[1]. » Il faut en définitive se défaire progressivement de l'ego, « que tout s’en aille jusqu’à ce que nous atteignions ce qui ne peut être nié ou rejeté, c’est-à-dire le véritable "je". Ce "je" est le témoin de l’univers, il est inchangeable, éternel, infini. »[1]

### Les quatre moyens
Les quatre moyens ou qualifications (sādhana-catuṣṭaya) requis dans la discipline du jñāna yoga sont  :
- Viveka (la discrimination) est la capacité de discerner le réel de l'irréel ;
- Vairāgya (le détachement) est la capacité de se détacher des désirs et des choses du monde ;
- Shad-sampat ou ṣaṭsampad (les six vertus) concerne la tranquillité mentale (sama), la maîtrise de soi (dama), la capacité de rester équanime devant les difficultés existentielles (uparati), l'endurance (titiksha), la foi (shraddha) et l'attention juste de l'esprit (samadhana).
- Mumukshutva (le désir intense de se libérer) est une forte détermination de se libérer de son ignorance, par la connaissance de sa vraie nature.

Ils apparaissent dans le Vivekacūḍāmaṇi de Adi Shankara, versets 18-28, et sont considérés comme des « entraînements préparatoires »,.

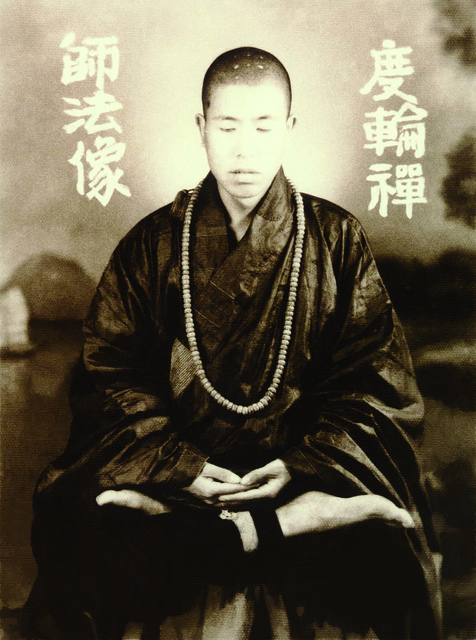
La position du lotus ou padmāsana est censée aider le yogi à méditer sur son esprit dans la paix corporelle.

## Jñāna yoga et Bhagavad-Gītā
Dans la Bhagavad-Gītā, Krishna évoque, lors de deux versets , la connaissance du corps, la conscience individuelle et la conscience du Tout . Ce sont trois concepts sur lesquels il faut méditer dans la voie de réalisation du Jñāna yoga.

« Lesquels sont les plus grands yogins, demande Arjuna, ceux qui T’adorent avec une attention constante ou ceux qui adorent l’Indifférencié, l’Absolu ? 
— Et Shrî Krishna répond : Ceux qui concentrent leur esprit sur Moi pour M’adorer [en bhakti yoga] avec une éternelle constance, ceux qui sont dotés de la plus haute foi ; ceux-là sont Mes meilleurs fidèles, ils sont les plus grands yogins. Ceux qui adorent l’Absolu, l’Indéfinissable, le Non-différencié, l’Omniprésent, l’Inconnaissable, le Tout en tout, l’Immuable et l’Éternel, en maîtrisant le jeu de leurs organes et en ayant la conviction d’identité avec toute chose, ceux-là aussi [en jñāna yoga], occupés à faire le bien à tous les êtres, viennent jusqu’à Moi seul. Mais pour ceux dont l’esprit s’est donné à l’Absolu non manifesté, la difficulté de la lutte est beaucoup plus grande sur le chemin à parcourir. Ce n’est, en vérité, qu’avec de grandes difficultés que le sentier de l’Absolu non manifesté peut être gravi par un être incarné. Ceux qui, avec une entière confiance en Moi, M’ont consacré tout leur travail pour méditer sur Moi et M’adorer sans aucun attachement à rien d’autre, Je les élève bientôt au-dessus de l’océan des naissances et des morts continuelles puisque leur esprit M’est totalement attaché. »

— Bhagavad-Gîtâ, XII, 1-7.